# Josef Ježek (poslanec, 1940)
Josef Ježek (* 25. listopadu 1940, Hronov) je bývalý český politik, v 90. letech 20. století poslanec České národní rady a Poslanecké sněmovny za Občanské fórum, pak za Občanskou demokratickou alianci, ODS a opětovně za Občanskou demokratickou alianci.

## Biografie
Profesí byl geografem a kartografem, vystudoval ekonomickou a regionální geografii na Přírodovědecké fakultě Univerzity Karlovy. V letech 1966–1976 pracoval v územním plánování v Krajském urbanistickém středisku v Ústí nad Labem. V letech 1977–1989 se zabýval v Československé akademii věd v Praze, Ústavu pro filozofii a sociologii – sociologické sekci problematikou migrace a otázkami lokálních společenství. Ve volbách v roce 1990 byl zvolen za Občanské fórum do České národní rady. V roce 1991 se v rámci ČNR přidal k poslaneckému klubu Občanské demokratické aliance. Jako člen ODA se zmiňuje ještě v prosinci 1991, ale v březnu 1992 už se uvádí jako člen klubu ODS. V ČNR se zaměřoval na otázky obecní samosprávy a rozvoje měst a obcí. Opětovně byl zvolen do ČNR ve volbách v roce 1992, nyní za ODS (volební obvod Severočeský kraj). Zasedal v zahraničním výboru. Ve volebním období 1990–1992 byl členem Výboru pro územní správu a národnosti. Angažoval se v kauze obnovení místní samosprávy po padesáti letech, podílel se na přípravě volebního zákona pro komunální volby v listopadu 1990. Koncem roku 1992 zasedal ve vládní komisi pro přípravu ústavy a nadále se specializoval na otázky komunálního a regionálního rozvoje.
Od vzniku samostatné České republiky v lednu 1993 byla ČNR transformována na Poslaneckou sněmovnu Parlamentu České republiky. V ní setrval do konce funkčního období, tedy do voleb v roce 1996. Byl členem Stálé komise poslanecké sněmovny pro reformu veřejné správy v souvislosti s přípravou ústavního zákona o vytvoření vyšších územních samosprávných celků – zemí nebo krajů. V letech 1992–1996 byl členem kolegia ministra vnitra pro civilně správní úsek. V lednu 1994 opustil poslanecký klub ODS. Šlo o první případ koaličního poslance, který změnil klubovou příslušnost. Důvodem pro odchod z parlamentní frakce ODS byl Ježkův nesouhlas s vývojem postojů občanských demokratů k územněsprávnímu uspořádání České republiky. Po několika měsících jako nezařazený poslanec vstoupil od června 1994 do poslaneckého klubu ODA. Byl členem delegace pro Evropský parlament, od roku 1995 členem Parlamentního výboru přidružení. V letech 1994–1996 byl předsedou Komise zahraničního výboru, později Podvýboru pro přeshraniční a regionální spolupráci.
V březnu 1996 ostře kritizoval předsedu sněmovny Milana Uhdeho za jeho komentáře k návštěvě britské královny v České republice (Uhde vyslovil obavy z nízké účasti poslanců při královnině projevu, v důsledku čehož podle Ježka královna svou řeč ve sněmovně zrušila). Vedení ODA se od postupu Josefa Ježka ovšem distancovalo. V srpnu 1996 oznámil, tedy již po ukončení své poslanecké dráhy, že vystupuje z ODA a že bude na podzim kandidovat do senátu jako nezávislý kandidát. Nezískal totiž od místní organizace ODA v Děčíně dostatečnou podporu. Jako jeden z důvodů svého odchodu ze strany označil „arogantní centralismus v ODA.“ V září 1996 ale svá slova vzal zpět, ohlásil setrvání v ODA a vzdal se plánů na senátní kandidaturu.
V komunálních volbách roku 1994 neúspěšně kandidoval za ODA do zastupitelstva města Rumburk. Členem zastupitelstva se stal jako náhradník v roce 1997. Opětovně se bez úspěchu pokoušel o zvolení do tamního zastupitelstva v komunálních volbách roku 1998, nyní za formaci Volba pro město. V letech 1991–1995 se angažoval ve věci vytvoření euroregionů Nisa, Šumava, Krušnohoří a Egrensis. Profesně se uvádí jako geograf.